# Liphistius ornatus
Liphistius ornatus is een spinnensoort uit de familie Liphistiidae. De soort komt voor in Thailand.